# Scott Hall

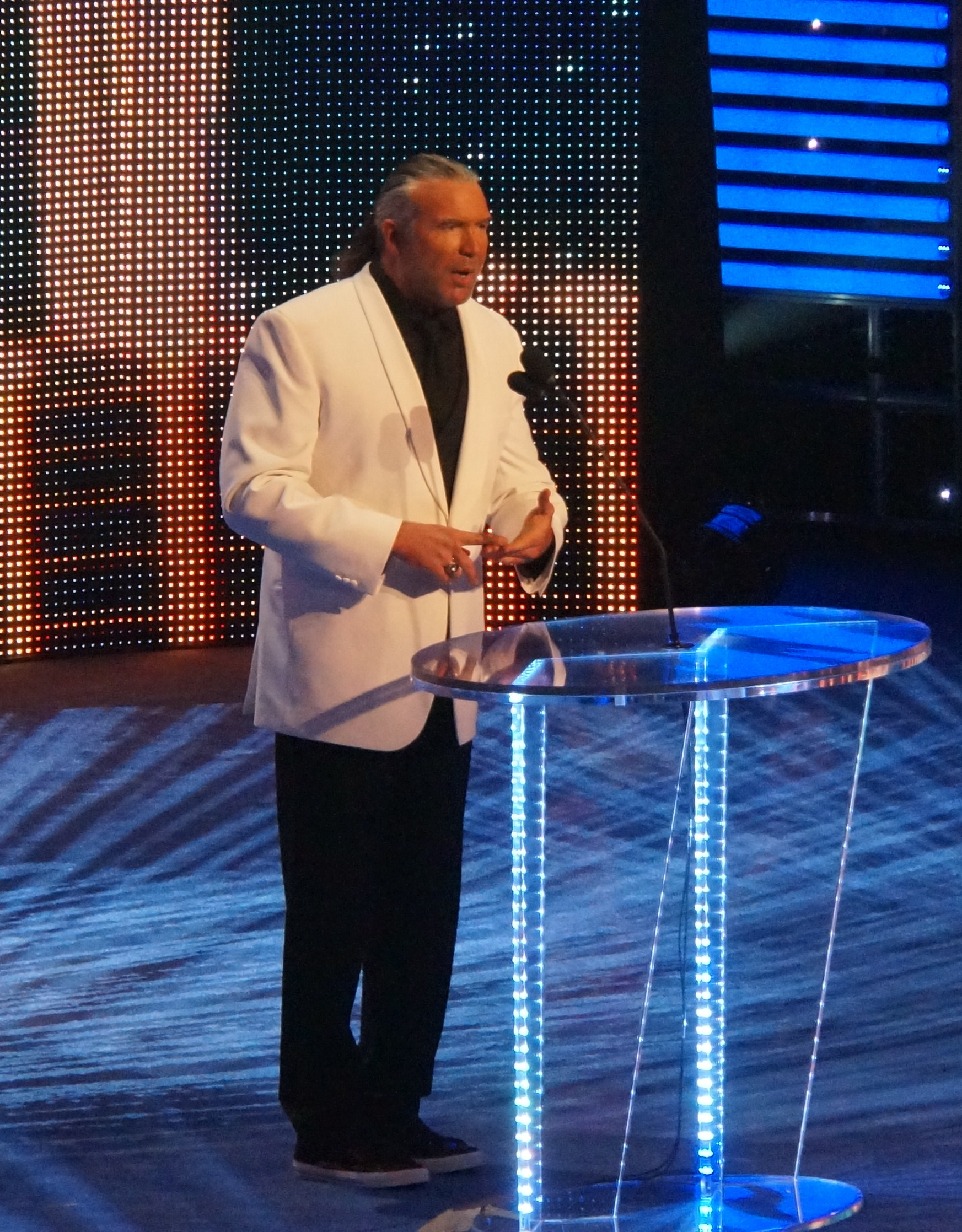
Scott Hall Hall of Fame 2014

Scott Oliver Hall (Miami, 20 de Outubro de 1958 – Marietta, 14 de março de 2022) foi um lutador de wrestling profissional estadunidense. Em sua carreira, que durou mais de duas décadas, Hall lutou na American Wrestling Association (AWA), National Wrestling Alliance (NWA), World Class Championship Wrestling (WCCW), World Championship Wrestling (WCW),  Extreme Championship Wrestling (ECW), World Wrestling Federation (WWF) e Total Nonstop Action Wrestling (TNA).

## No Wrestling
- Finishers e signature moves
  - Outsider's Edge[1] (WCW / Circuito independente) / Razor's Edge[1] (WWF / circuito independente) (Crucifix powerbomb)[1]
  - Abdominal stretch[1]
  - Bulldog, em algumas ocasiões na segunda corda[1]
  - Chokeslam[1]
  - Fallaway slam[1]
  - Neckbreaker
  - German superplex na segunda corda[1]
  - Sleeper hold[1]
- Managers
  - Diamond Dallas Page
  - Dusty Rhodes
  - April Hunter
  - Syxx
  - Kevin Nash
  - Rico Casanova
- Apelidos
  - Razor Ramon
  - Starship Coyote
  - Diamond Studd
  - Texas Scott
  - The Bad Guy
  - Chico
  - The Cowboy
  - Mr. "Last Call" Scott Hall
  - The Swaggering Cuban
  - The Cuban Assassin
- Temas de entrada
  - Ready or Not por Fugees – house shows da WCW, ECW, WWC
  - Rockhouse (Tema da nWo) – WCW
  - Rockhouse Black and White (Tema da nWo Hollywood) – WCW
  - Wolfpac Is Back (nWo Wolfpac theme) – WCW
  - Buzzkill – WCW; como Diamond Studd
  - Bad Boy – WWF; como Razor Ramon
  - Marvelous Me – TNA
  - Rockhouse 2002 (nWo theme) – WWF; como Scott Hall

## Campeonatos e prêmios
- American Wrestling Association
  - AWA World Tag Team Championship (1 vez) – com Curt Hennig
- Pro Wrestling Illustrated
  - PWI Match of the Year (1994)vs. Shawn Michaels na WrestleMania X
  - PWI Most Improved Wrestler of the Year (1992)
  - PWI Tag Team of the Year (1997) com Kevin Nash
  - PWI o classificou como # 7 dos 500 melhores lutadores individuais na PWI 500 de 1994
  - PWI o classificou como # 40 das 100 melhores Tag Teams no especial da PWI em 2003 (Com Kevin Nash)
- United States Wrestling Association
  - USWA Unified World Heavyweight Championship (1 vez)
- World Championship Wrestling
  - WCW United States Heavyweight Championship (2 vezes)
  - WCW World Tag Team Championship (7 vezes) – com Kevin Nash (6) e The Giant (1)
  - WCW World Television Championship (1 vez)
  - WCW World War 3 (1997)
- World Wrestling Council
  - WWC Caribbean Heavyweight Championship (1 vez)
  - WWC Universal Heavyweight Championship (1 vez)
- World Wrestling Federation
  - WWF Intercontinental Championship (4 vezes)
- Wrestling Observer Newsletter
  - 5–Star Match (1994) vs. Shawn Michaels na WrestleMania X
  - Match of the Year (1994) vs. Shawn Michaels na WrestleMania X

TNA Impact Wrestling
Tna World Tag Team Championship (1 vez com Kevin Nash)
Tna briefcase tag team title shot (1 vez)